# Verbio
VERBIO Vereinigte BioEnergie AG er en tysk producent af biobrændstof. De producerer biodiesel, bioethanol og biogas på tre fabrikker. Hovedkvarteret er i Zörbig. Virksomheden blev stiftet i 2006 ved en fusion imellem flere selskaber.